# آمنه کنانیه
آمنه کُنانیّه ( ۱۳۹۴ -   ۱۴۴۹ ) (نسب: آمنه بنت نصرالله بن احمد)  بانوی محدث مصری در سدهٔ نهم هجری بود. 